# Языков, Александр Семёнович
Александр Семёнович Языков (1793—1843) — полковник Русской императорской армии; участник  Отечественной войны 1812 года.

## Биография
Родился в 1793 году; из дворян. В 1802 году он был записан в Московский университетский благородный пансион и через пять лет «произведен студентом».
В 1809 году поступил юнкером в кавалергарды и в течение следующих четырёх лет последовательно был произведён в эстандарт-юнкеры, корнеты и поручики.
Участвовал в Отечественной войне 1812 года и за Бородинское сражение получил орден Святой Анны 4-й степени. В ходе Войны шестой коалиции Языков также получил несколько наград: за битву под Кульмом — орден Святого Владимира 4-й степени с бантом и за баталию при Фершампенуазе — орден Святой Анны 3-й степени.
В 1813 году был назначен полковым адъютантом и исправлял эту должность до конца следующего года, когда был произведён в штабс-ротмистры. В 1818 году произведён в ротмистры и тогда же был переведён в Тираспольский конно-егерский полк, а в 1822 году вышел в почётную отставку в звании полковника.
Скончался 16 (28) октября 1843 года. Похоронен в муромском Спасском монастыре.
Брат Дмитрия Семёновича Языкова.